# Explorer 13
Explorer 13 byla vědecká družice NASA, zaměřená na studium mikrometeoroidů a jejich účinků na systémy kosmické lodi. Byla druhá ze série S-55, kam patřily i družice Explorer 16 a Explorer 23. Explorer 13 byl první úspěšnou družicí v sérii, neboť předchozí Explorer S-55 byl zničen při selhání nosné rakety.

## Mise
Explorer 13 byl vynesen 25. srpna 1961 raketou Scout X-1 a byl umístěn na eliptickou dráhu s perigeem 125 km a apogeem o 1164 km. Dosažená dráha byla nižší než se plánovalo a životnost družice tak byla zkrácena na 2,3 dne. Družice vstoupila do atmosféry 28. srpna 1961 a shořela.

## Popis
Družice byla tvořena posledním stupněm rakety Scout na nějž byly umístěny detektory a telemetrická výbava. Družice byla vybavena pěti sadami různých detektorů mikrometeoroidů. Celková délka byla 1,93 metru a průměr 0,61 metru. Elektrická energie byla dodávána fotovoltaickými články.
Hlavním typem detektorů byly malé přetlakové buňky, které pokrývaly největší část povrchu. Tyto buňky byly vyrobeny z beryliového bronzu a před startem byly natlakovány heliem. Uvnitř každé buňky byl tlakový spínač, který by v případě zásahu buňky zaznamenal ztrátu tlaku. Buňky měly různé tloušťky stěn, aby bylo možné určit dopadovou energii meteoroidu. Tloušťky byly 0,025 (60 buněk), 0,038 (40 buněk), 0,050 (20 buněk), 0,063 (20 buněk)a 0,125 mm (20 buněk). Detektory byly umístěny po obvodu družice v pěti řadách, každá po 32 buňkách. Celkem byla družice vybavena 160 buňkami, což odpovídá detekční ploše 2,25 m². Během mise nebyly detekovány žádné srážky s mikrometeoroidy.
Dalším typem detektorů byly obdélníkové destičky potažené měděným drátem, kterým procházel elektrický proud. Při zásahu se změnil elektrický odpor a tato změna byla zaznamenána a odeslána. Byly použity dráty o průměru 2 mm a 3 mm. Detektory měly pracovat v rozmezí teplot -10 až 60 °C, což postačovalo na změnu odporu vodiče. Proto byly k destičkám paralelně připojeny rezistory, aby kompenzovaly tyto změny. Družice byla osazena celkem 46 detektory, umístěnými na spodní části válcového tělesa. Celková detekční plocha byla 0,11 m². Detektory dokázaly zaznamenat dopady částic o rozměrech přibližně poloviny průměru drátu, tzn. 1 - 1,5 mm. Během činnosti družice nebyl zaznamenán žádný zásah.
Fotočlánky ze sulfidu kademnatého byly použity k detekci částic, které nemají dostatečnou energii k poškození kovových částí pláště lodi, ale mohly by poškodit nechráněné plochy. Detektor byl složen z elipsovité baňky s reflexním povrchem. Na jednom konci baňky byl fotočlánek a druhý konec byl zakryt fólií z polyethylentereftalátu a hliníku. Když byla fólie protržena, vnikly do baňky sluneční paprsky, které byly odraženy k fotočlánku. Během startu byla fólie zřejmě protržena, neboť detektor zaznamenával velké množství světla. Experiment tak byl neúspěšný.
Další detektory byly zaměřeny na detekci částic s hybností 10−7, 10−6 a 10−5 kg·m/s. V této oblasti bylo velmi málo dat a Explorer 13 měl přispět k rozšíření vědomostí o výskytu těchto částic. Získaná data však byla neprůkazná. Nízké perigeum způsobilo, že družice prolétala oblastí se zbytky atmosféry. Mechanické a tepelné působení řídké atmosféry způsobovalo spínání detektorů, které tyto síly mylně považovaly za dopady částic.